# Nicola Ferrari
Nicola Ferrari (Tione di Trento, 15 luglio 1983) è un allenatore di calcio ed ex calciatore italiano, di ruolo attaccante, tecnico dell’under 19 dell’Union Brescia.
È soprannominato Nick Dinamite o Iron Nick.

## Caratteristiche tecniche
Giocatore generosissimo e molto mobile, giocava come punta centrale. Non molto prolifico, era in possesso però di buona capacità nel difendere palla ed una buona freddezza sotto porta. Inoltre si dimostrava un ottimo rigorista, in carriera ha messo a segno 30 penalty su 35 calciati.

## Carriera

### Calciatore
Cresciuto nel Lumezzane, inizia a giocare nel 2002 in Eccellenza con la maglia del Salò, col quale nella stagione 2002-2003 colleziona 23 presenze (due reti) ed un quinto posto in campionato. Nella stagione 2003-2004 realizza 19 reti in 29 presenze e con la formazione lombarda ottiene la promozione in Serie D grazie al primo posto nel girone C dell'Eccellenza lombarda. Nel 2004 fa ritorno a Lumezzane dove disputa il campionato 2004-2005 di Serie C1, collezionando 34 presenze e 10 reti. Va poi al Crotone che lo acquista a titolo definitivo nell'agosto 2005. Con la formazione calabrese esordisce in Serie B il 4 settembre 2005 nell'incontro Crotone-Piacenza terminato 4-0 per i rossoblu. Trova il suo primo gol nella serie cadetta il 25 settembre dello stesso anno in Crotone-Catania terminata 3-1.
Dopo una stagione in rossoblu viene prelevato dall'AlbinoLeffe, con cui milita quattro stagioni in seconda divisione raggiungendo i play-off, poi persi, al termine della stagione 2007-2008. Nella stagione 2009-2010 viene tenuto fuori rosa dalla società seriana e colleziona una presenza; nel gennaio 2010 si trasferisce al Pergocrema, società militante in Lega Pro Prima Divisione. Esordisce in gialloblu il 24 gennaio in Varese-Pergocrema (2-1) e nella stessa partita realizza la sua prima rete. Al termine della stagione disputa le due partite di play-out contro la Pro Patria, che decretano la salvezza del Pergocrema.
Pochi giorni dopo viene ufficializzato il suo passaggio all'Hellas Verona insieme al compagno di squadra Giuseppe Le Noci.
La prima parte della stagione, complice il cattivo andamento della squadra, non è positiva per l'attaccante che non è tra i titolari con mister Giannini. Con l'arrivo di mister Mandorlini, Ferrari contribuisce a portare la squadra fino alla finale dei playoff, vinta il 19 giugno 2011 contro la Salernitana, che sancisce la promozione in Serie B. Conclude l'annata con 6 reti realizzate in campionato e 4 nei play-off. La stagione successiva, in cadetteria, è quasi sempre titolare e colleziona in totale 37 presenze e 6 reti.
Scontata la squalifica per calcio scommesse, durante la stagione 2012-13 torna al calcio giocato il 17 febbraio 2013 nei minuti finali della partita Novara-Verona. Il 9 marzo 2013, nella partita di ritorno contro il Grosseto vinta dal Verona per 2 a 0, alla prima della stagione da titolare, al 25' del primo tempo, torna al goal realizzando il calcio di rigore che porta in vantaggio la squadra scaligera. Concluderà la stagione con 17 partite e 2 gol e portando il suo contributo alla rimonta del Verona sul Livorno ed alla conseguente promozione in serie A.
Nonostante 3 stagioni molto positive, e nonostante sia un beniamino della tifoseria per la sua generosità, il 17 luglio 2013, per far posto all'arrivo all'Hellas di Luca Toni, viene ceduto in prestito secco allo Spezia dove, nel corso del campionato, disputa 25 partite segnando 7 gol.
Il 18 luglio 2014 passa a titolo definitivo al Modena.
Il 31 agosto 2015 si trasferisce a titolo definitivo alla Virtus Lanciano, anch'essa militante in Serie B; nella sua prima partita con gli abruzzesi (il 6 settembre 2015, Pro Vercelli-Virtus Lanciano 2-1) segna anche il suo primo gol con la nuova maglia. Mette insieme 35 presenze e 9 gol ma non riesce ad evitare la retrocessione del club.
Il 14 luglio 2016 viene presentato come nuovo acquisto del Venezia in Lega Pro.
Il 9 agosto 2017 firma un contratto col Vicenza che lo lega al club veneto fino al 30 giugno 2019. Rimasto svincolato a seguito del fallimento del Vicenza, Il 9 agosto 2018 firma un contratto annuale con il Calcio Crema 1908, società militante in Serie D.
Dopo una stagione nelle file del Desenzano Calvina, chiude la carriera agonistica nel 2023 al Castiglione.

### Allenatore
Nella stagione 2023-24 diviene il nuovo allenatore del Carpenedolo, squadra che disputa il torneo lombardo di Eccellenza. Viene esonerato nel gennaio 2024, alla ripresa del campionato dopo la pausa invernale.

## Calcioscommesse
In seguito allo scandalo del calcioscommesse, l'8 maggio 2012 viene deferito dalla Procura federale della FIGC. Il 1º giugno 2012 il procuratore federale Stefano Palazzi richiede per lui tre anni di squalifica. Il 18 giugno 2012 in primo grado gli viene confermata la squalifica di 3 anni. Il 30 gennaio 2013 il TNAS accoglie parzialmente il ricorso presentato assolvendolo e facendo terminare la sanzione alla data della sentenza stessa, cioè il 30 gennaio 2013.

## Statistiche

### Presenze e reti nei club
| Stagione             | Squadra              | Campionato           | Campionato | Campionato | Coppe nazionali | Coppe nazionali | Coppe nazionali | Coppe continentali | Coppe continentali | Coppe continentali | Altre coppe | Altre coppe | Altre coppe | Totale | Totale |
| Stagione             | Squadra              | Camp                 | Pres       | Reti       | Camp            | Pres            | Reti            | Camp               | Pres               | Reti               | Camp        | Pres        | Reti        | Pres   | Reti   |
| -------------------- | -------------------- | -------------------- | ---------- | ---------- | --------------- | --------------- | --------------- | ------------------ | ------------------ | ------------------ | ----------- | ----------- | ----------- | ------ | ------ |
| 2000-2001            | Lumezzane            | C1                   | 2          | 0          | CI-C            | 0               | 0               | -                  | -                  | -                  | -           | -           | -           | 2      | 0      |
| 2001-2002            | Lumezzane            | C1                   | 0          | 0          | CI+CI-C         | 0+0             | 0               | -                  | -                  | -                  | -           | -           | -           | 0      | 0      |
| 2002-2003            | Salò                 | Ecc.                 | 23         | 2          | -               | -               | -               | -                  | -                  | -                  | -           | -           | -           | 23     | 2      |
| 2003-2004            | Salò                 | Ecc.                 | 29         | 19         | -               | -               | -               |                    | -                  | -                  | -           | -           | -           | 29     | 19     |
| Totale Feralpi Salò  | Totale Feralpi Salò  | Totale Feralpi Salò  | 52         | 21         |                 | -               | -               |                    | -                  | -                  |             | -           | -           | 52     | 21     |
| 2004-2005            | Lumezzane            | C1                   | 34         | 10         | CI+CI-C         | 3+0             | 0               | -                  | -                  | -                  | -           | -           | -           | 37     | 10     |
| Totale Lumezzane     | Totale Lumezzane     | Totale Lumezzane     | 36         | 10         |                 | 3               | 0               |                    | -                  | -                  |             | -           | -           | 39     | 10     |
| 2005-2006            | Crotone              | B                    | 29         | 3          | CI              | 2               | 0               | -                  | -                  | -                  | -           | -           | -           | 31     | 3      |
| 2006-2007            | AlbinoLeffe          | B                    | 30         | 5          | CI              | 2               | 0               | -                  | -                  | -                  | -           | -           | -           | 32     | 5      |
| 2007-2008            | AlbinoLeffe          | B                    | 28+1       | 4          | CI              | 0               | 0               | -                  | -                  | -                  | -           | -           | -           | 29     | 4      |
| 2008-2009            | AlbinoLeffe          | B                    | 21         | 1          | CI              | 2               | 0               | -                  | -                  | -                  | -           | -           | -           | 23     | 1      |
| 2009-gen. 2010       | AlbinoLeffe          | B                    | 1          | 0          | CI              | 1               | 0               | -                  | -                  | -                  | -           | -           | -           | 2      | 0      |
| Totale AlbinoLeffe   | Totale AlbinoLeffe   | Totale AlbinoLeffe   | 80+1       | 10         |                 | 5               | 0               |                    | -                  | -                  |             | -           | -           | 86     | 10     |
| gen.-giu. 2010       | Pergocrema           | 1D                   | 14+2       | 2          | CI+CI-LP        | 0+0             | 0               | -                  | -                  | -                  | -           | -           | -           | 16     | 2      |
| 2010-2011            | Verona               | 1D                   | 26+4       | 6+4        | CI+CI-LP        | 1+1             | 1+2             | -                  | -                  | -                  | -           | -           | -           | 32     | 13     |
| 2011-2012            | Verona               | B                    | 37+2       | 6          | CI              | 3               | 2               | -                  | -                  | -                  | -           | -           | -           | 42     | 8      |
| 2012-2013            | Verona               | B                    | 17         | 2          | CI              | 0               | 0               | -                  | -                  | -                  |             | -           | -           | 17     | 2      |
| Totale Hellas Verona | Totale Hellas Verona | Totale Hellas Verona | 80+6       | 18         |                 | 5               | 5               |                    | -                  | -                  |             | -           | -           | 91     | 23     |
| 2013-2014            | Spezia               | B                    | 24+1       | 7          | CI              | 3               | 1               | -                  | -                  | -                  | -           | -           | -           | 28     | 8      |
| 2014-2015            | Modena               | B                    | 27         | 1          | CI              | 2               | 1               | -                  | -                  | -                  | -           | -           | -           | 29     | 2      |
| 2015-2016            | V. Lanciano          | B                    | 35         | 9          | CI              | 0               | 0               | -                  | -                  | -                  | -           | -           | -           | 35     | 9      |
| 2016-2017            | Venezia              | LP                   | 27         | 4          | CI-LP           | 9               | 6               | -                  | -                  | -                  | SLP         | 2           | 0           | 38     | 10     |
| 2017-2018            | Vicenza              | C                    | 33+2       | 5          | CI+CI-C         | 0+0             | 0               | -                  | -                  | -                  | -           | -           | -           | 35     | 5      |
| 2018-2019            | Crema                | D                    | 30         | 3          | CID             | 1               | 0               | -                  | -                  | -                  | -           | -           | -           | 31     | 3      |
| 2019-2020            | Crema                | D                    | 12         | 4          | CID             | 2               | 1               | -                  | -                  | -                  | -           | -           | -           | 14     | 5      |
| 2020-2021            | Crema                | D                    | 7          | 7          | -               | -               | -               | -                  | -                  | -                  | -           | -           | -           | 7      | 7      |
| Totale Crema         | Totale Crema         | Totale Crema         | 49         | 14         |                 | 3               | 1               |                    | -                  | -                  |             | -           | -           | 52     | 15     |
| Totale carriera      | Totale carriera      | Totale carriera      | 488+12     | 105        |                 | 33              | 14              |                    | -                  | -                  |             | 2           | 0           | 515    | 117    |

## Palmarès

### Club

#### Competizioni nazionali
- Coppa Italia Dilettanti: 1

Salò: 2003-2004
- Lega Pro: 1

Venezia: 2016-2017
- Coppa Italia Lega Pro: 1

Venezia: 2016-2017

#### Competizioni regionali
- Eccellenza: 1

Salò: 2003-2004
- Coppa Italia Dilettanti Lombardia: 1

Salò: 2003-2004

### Individuale
- Capocannoniere della Coppa Italia Lega Pro: 1

2016-2017 (6 reti)